# Jelení kopec
Jelení kopec (německy Hirschhübel) je kopec s nadmořskou výškou 475 m, který leží v Mikulášovicích (část obce Salmov) v Ústeckém kraji.

## Charakteristika
Jelení kopec geomorfologicky náleží k Šluknovské pahorkatině a jejímu okrsku Šenovská pahorkatina, respektive podokrsku Mikulášovická pahorkatina. Geologické podloží je tvořeno střednězrnným lužickým granodioritem, místy porfyrickým, doplněný xenolity drobové ruly. Možný je také výskyt žilného doleritu. Půdním pokryvem je převážně modální mesobazická kambizem, kterou podél vodních toků střídá kambizem oglejená a modální glej. Většinu povrchu kopce pokrývají pastviny, pouze vrcholová část je porostlá smíšeným lesem. Severozápadně od vrcholu pramení Salmovský potok a jihovýchodně bezejmenná vodoteč, jež jsou přítoky Vilémovského potoka. Po severním svahu prochází silnice III/26512, při které stojí pozdně barokní kaple Nejsvětějšího Srdce Ježíšova.

## Galerie

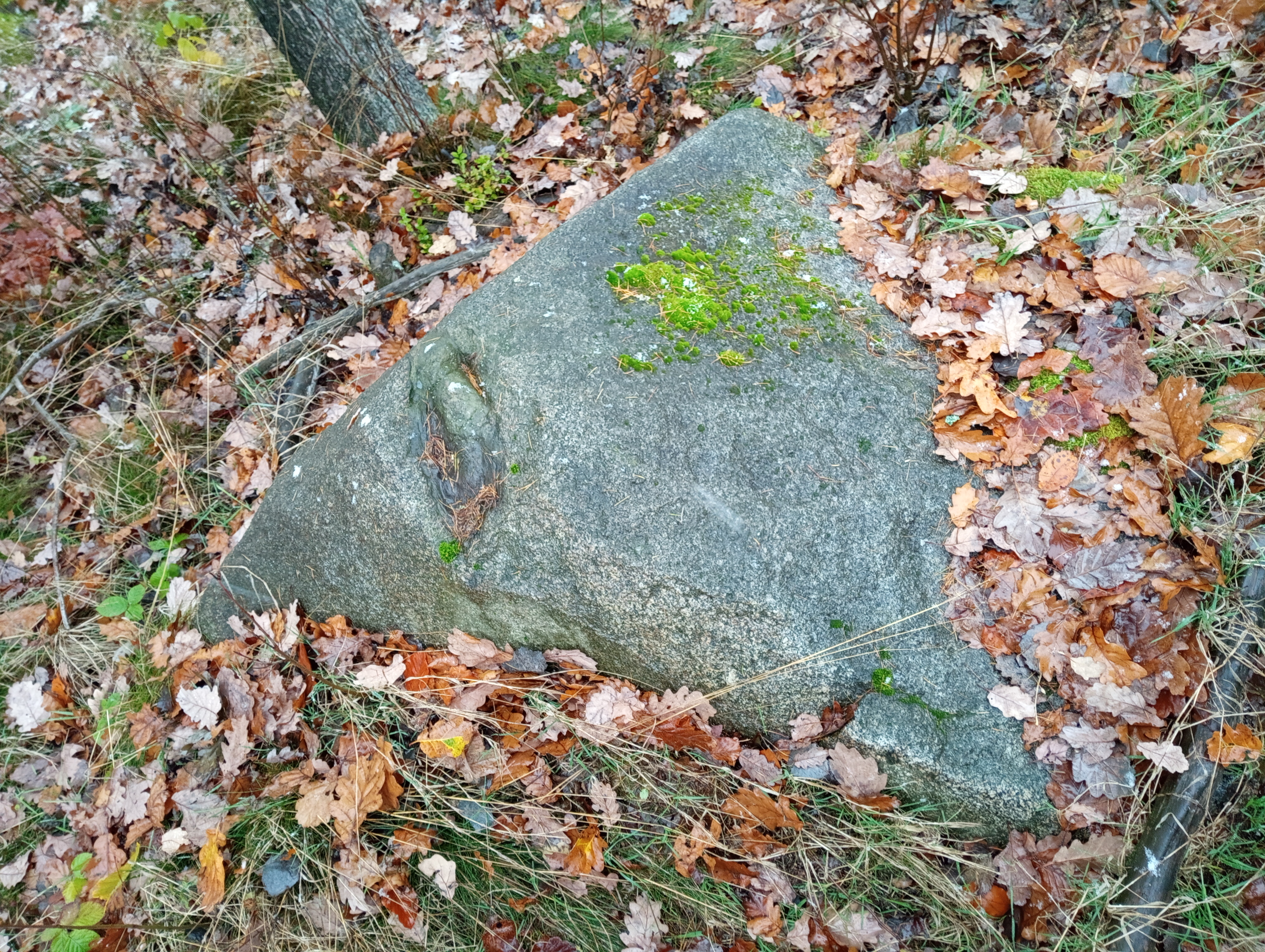
Granodioritový balvan s xenolitem drobové ruly
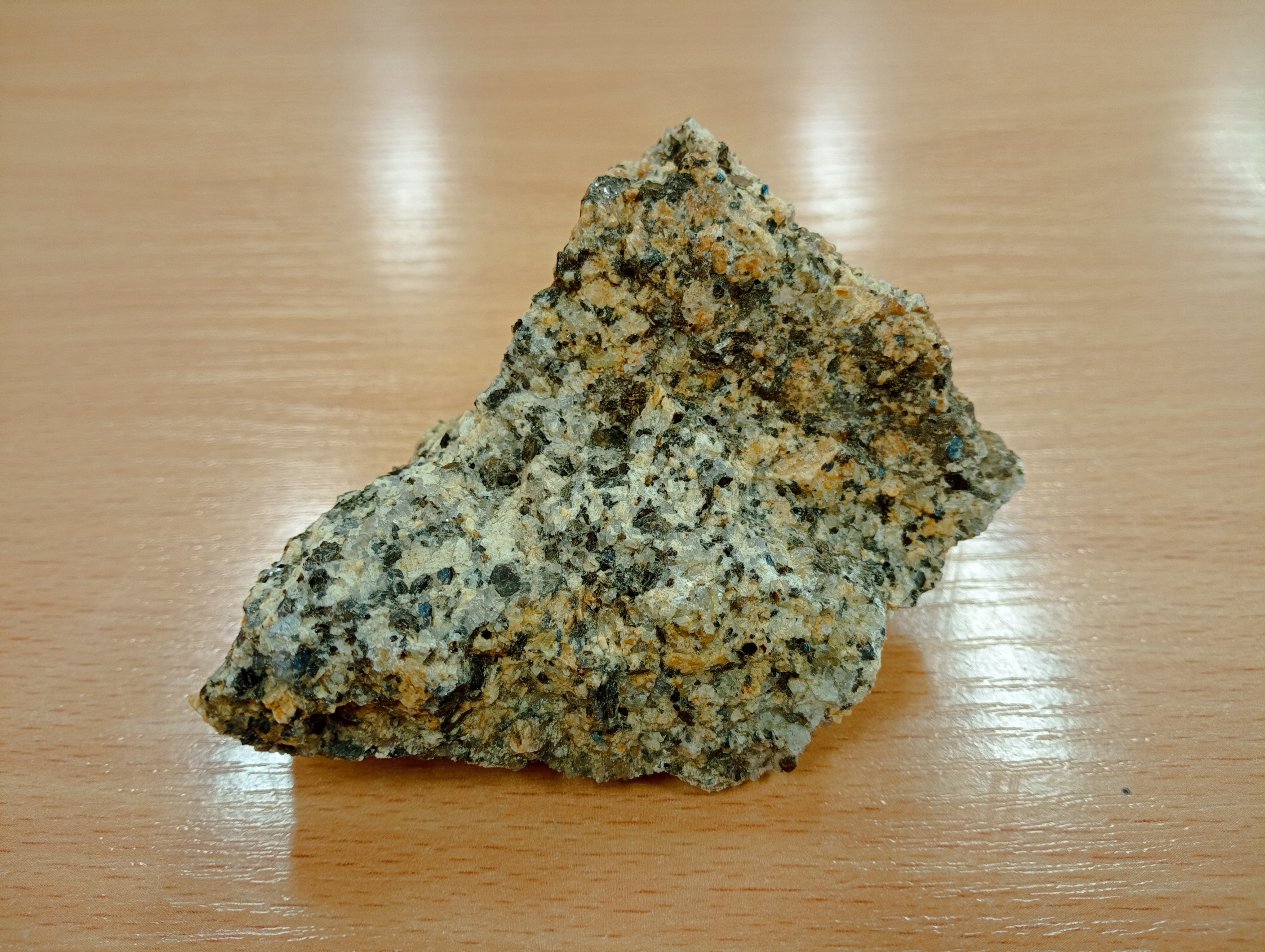
Lužický granodiorit
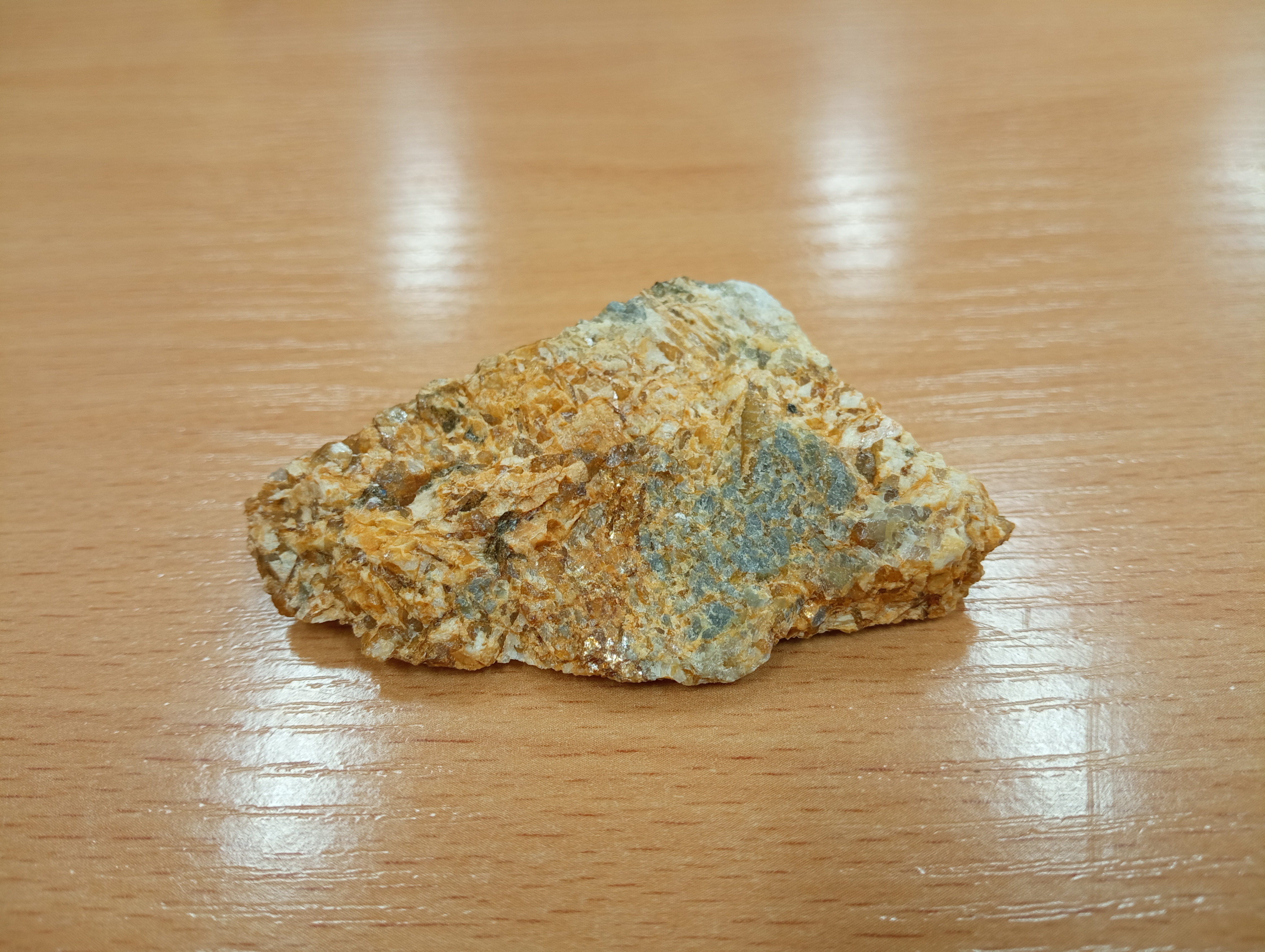
Granodioritový porfyr
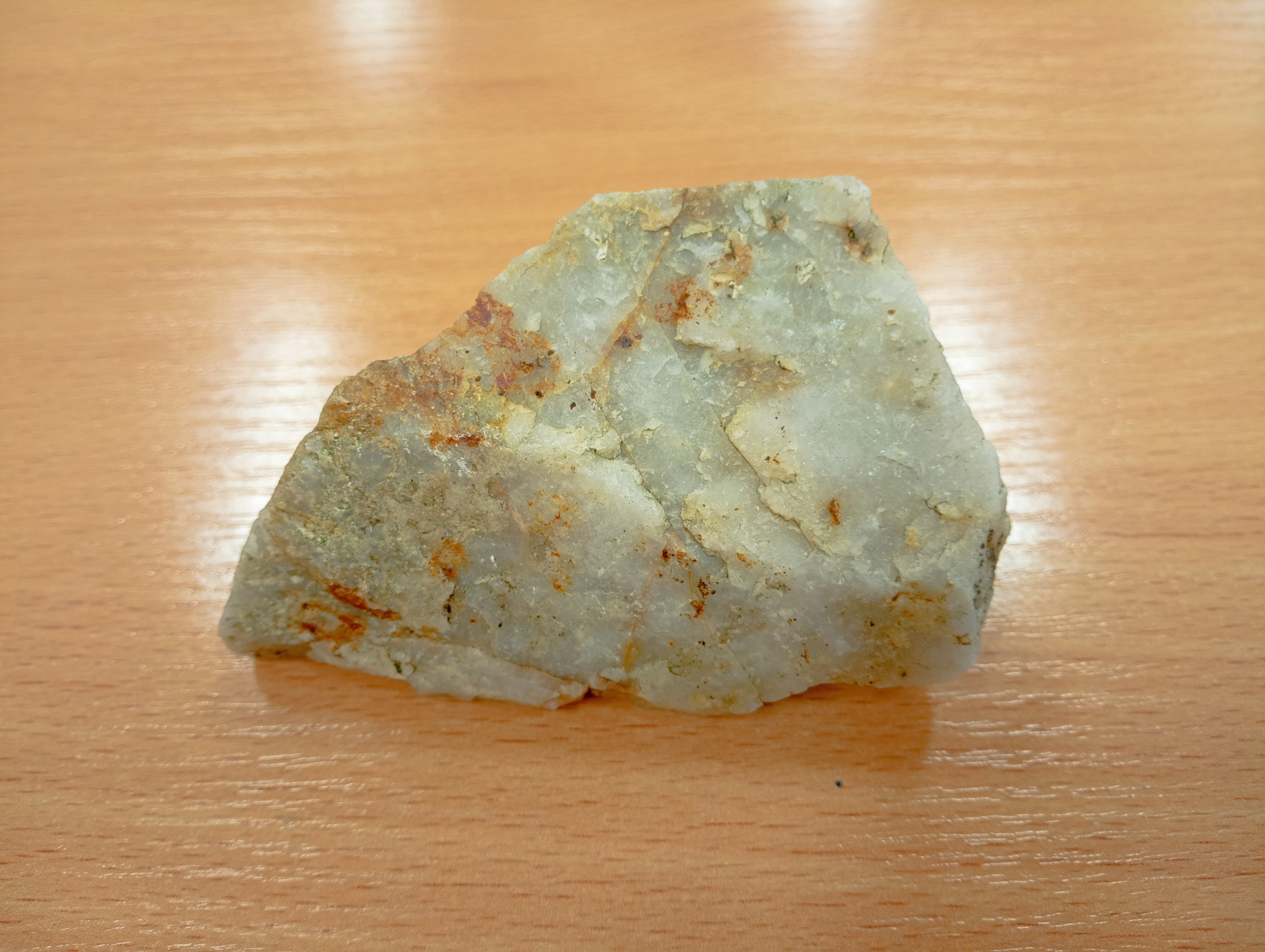
Křemen